# Лотт, Вернер
Ве́рнер Лотт (нем. Werner Lott, 3 декабря 1907, Уилленберг — 2 мая 1997 — немецкий офицер-подводник времён Второй мировой войны, кавалер Железного креста. Связал своё имя с первым из только двух известных случаев, когда экипаж немецкой подводной лодки, рискуя собственной безопасностью, спас экипаж торпедированного и потопленного им же торгового судна
.

## «Диамантис»
С началом Второй мировой войны Лотт, командуя подводной лодкой U-35, потопил 5 грузовых судов, общим тоннажом в 13664 БРТ. Последнее потопление сделало его известным.
3 октября 1939 года, в 13:15 , U-35, под командованием Лотта, остановила в 40 милях к западу от островов Scilly греческое грузовое судно «Диамантис» (4,990 БРТ). «Диамантис» шёл из Сьерра-Леоне в Англию, с грузом 7700 тонн марганцевой руды. Греция тогда была ещё нейтральной страной, но груз был для Британии, и следовательно судно было «законной целью».
Не имея возможности в шторм проверить судовые документы, Лотт дал сигнал пароходу следовать за ним ближе к берегу Ирландии. «Диамантис» отказался следовать и Лотт дал команду произвести предупредительные выстрелы из носового орудия
.
Лотт дал также сигнал греческому капитану (Панагос Патерас) не посылать сигнала SOS, информируя его, что судно будет торпедировано, но экипаж будет подобран. Однако сигнал был послан. Несмотря на это, когда после предупредительных выстрелов, экипаж торгового судна сбросил в бущующее море свои малые и небезопасные для этих условий шлюпки (одна из которых опрокинулась)
,
Лотт, видя что морякам торгового судна грозит смерть, дал приказ взять их на борт подводной лодки. Все 28 моряков «Диамантиса» были спасены.
Лотт предоставил капитану Панагосу возможность, через перископ, наблюдать за потоплением «Диамантиса» 3 торпедами. Это было первое торговое греческое судно, потопленное в годы Второй мировой войны.
Греческим морякам были предоставлены сигареты, паёк и одеяла.
На следующий день, 4 октября, U-35 вошла в бухту рыбацкой деревушки Вентри, Керри (графство), нейтральной Ирландии, где греческие моряки были высажены на берег шлюпкой подлодки, за 7 заходов по 4 человека.

## Память

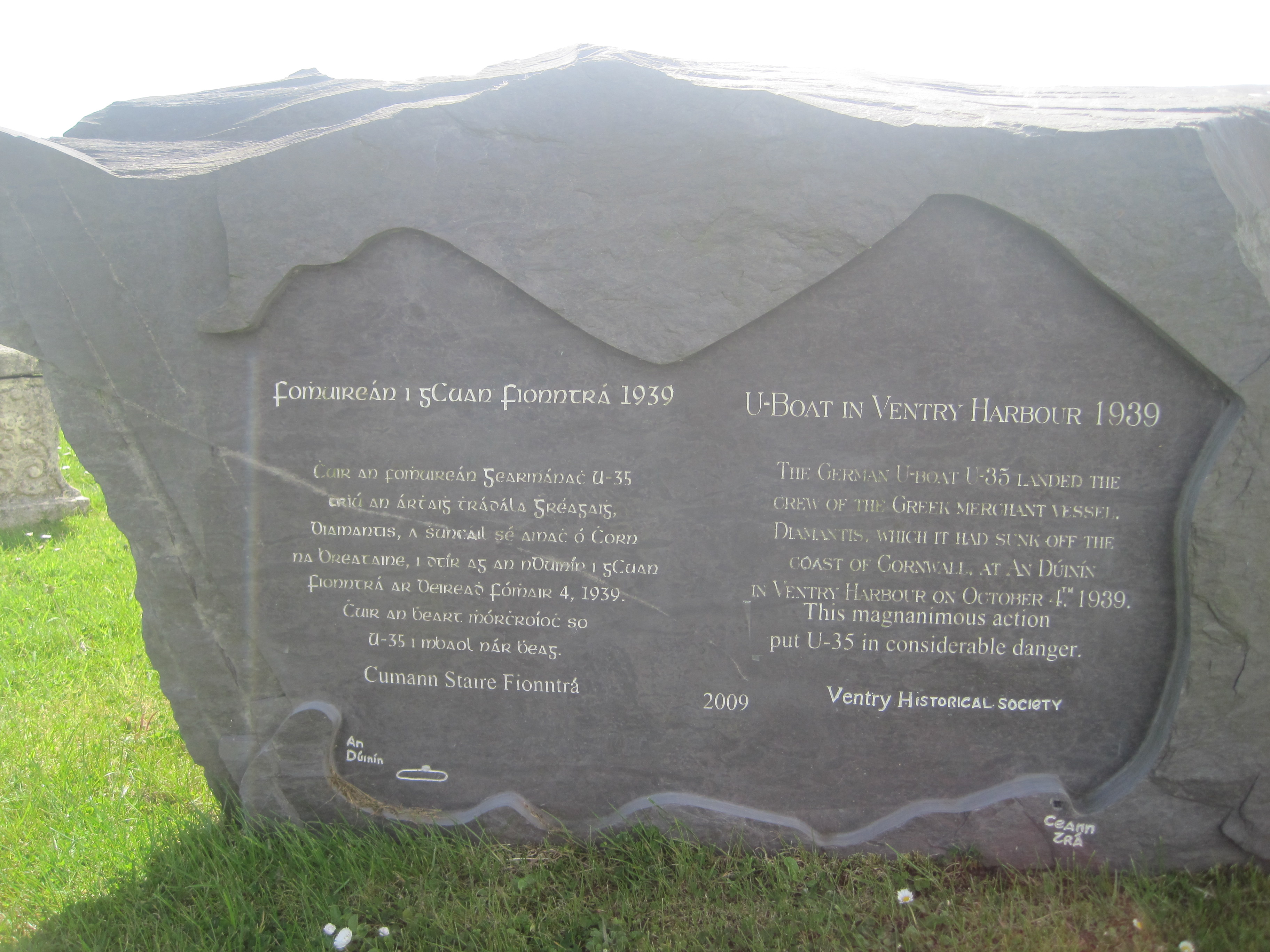
Мемориал немецкой подлодке U-35 в Вентри, Ирландия

Это событие сразу получило огласку. Американский журнал «Life» 16 октября посвятил событию репортаж и поместил «U-35» на свою обложку. На греческом торговом флоте помнят великодушие и морскую этику капитана Лотта, противопоставляя его поведение случаям расстрела экипажей торпедированных греческих судов.
В особенности помнят о случае с «Диамантисом» на островке Инуссес, восточнее острова Хиос, население которого и сегодня не превышает 1 тыс. человек, поскольку большинство моряков судна были родом с этого острова.
17 октября 2009 года историческое общество Вентри организовало церемонию, по случаю 70-летия спасения и высадки в Вентри греческих моряков
.
При открытии памятной плиты, присутствовали посол Германии Busso von Alvensleben и мэр Инуссе Э.Илиакос (племянник старпома «Диамантиса») а также члены семьи судовладельцев Патерас, наследники капитана-судовладельца «Диамантиса» Панагоса Патераса.

## ЛордЛуис Маунтбеттен
U-35 была потоплена 29 ноября 1939 года в Северном море, в районе с координатами 60°53′ с. ш. 02°47′ в. д., глубинными бомбами с британских эсминцев HMS Kingston, HMS Icarus и HMS Kashmir. Все 43 членов экипажа спаслись и были взяты в плен. Лотт и экипаж были помещены в лондонский Тауэр. Выразив возмущение условиями заключения, Лотт потребовал встречи с комендантом Тауэра. Вместо коменданта его посетил лорд Маунтбеттен. Получив от Лотта слово, что он не попытается бежать, Маунтбеттен повёл его и старпома в ресторан. Лотт был возвращён в Тауэр поздно ночью. Через несколько дней Лотт и другие офицеры были переведены в лагерь для военнопленных Grizedale. Позже весь экипаж был переведен в лагерь для военнопленных в Канаду.